# Alles of niets (televisieprogramma)
Alles of niets was een Nederlands televisieprogramma dat vanaf oktober 1974 eenmaal per vier weken werd uitgezonden door de TROS, aanvankelijk op de maandagavond om 21.30 uur. Het was een kennisquiz, duurde een uur en werd gepresenteerd door Bert de Vries.
Drie kandidaten met specialistische kennis van een bepaald onderwerp streden tegen elkaar en konden een geldbedrag winnen dat bij een goed antwoord steeds opliep. In tegenstelling tot de meeste anderen quizzen waren de vragen moeilijk en van een hoog niveau.
Spectaculair, voor die tijd, was de hoogte van het geldbedrag dat men kon winnen. Tot dan toe was fl 999,99 het maximale dat een kandidaat in een quiz kon winnen. Nu kon het oplopen tot enige duizenden guldens tot in een enkel geval soms tienduizend, maar naar huidige maatstaven gering.
In de laatste ronde was het voor de overgebleven kandidaat Alles of niets. Had hij of zij de laatste vraag goed dan kreeg hij/zij het geldbedrag mee naar huis maar was de vraag fout dan ging hij/zij met niets naar huis.
De quiz had als motto: de quiz met de keiharde spelregels (omdat men alles kon verliezen).
Het programma heeft enkele seizoenen bestaan. In 1988 kwam het programma terug, met dezelfde naam, maar met een andere formule en met Wim Bosboom als presentator, nu als woordspelletje als onderdeel van de trekking van de Staatsloterij.